# Michael Wüstenberg

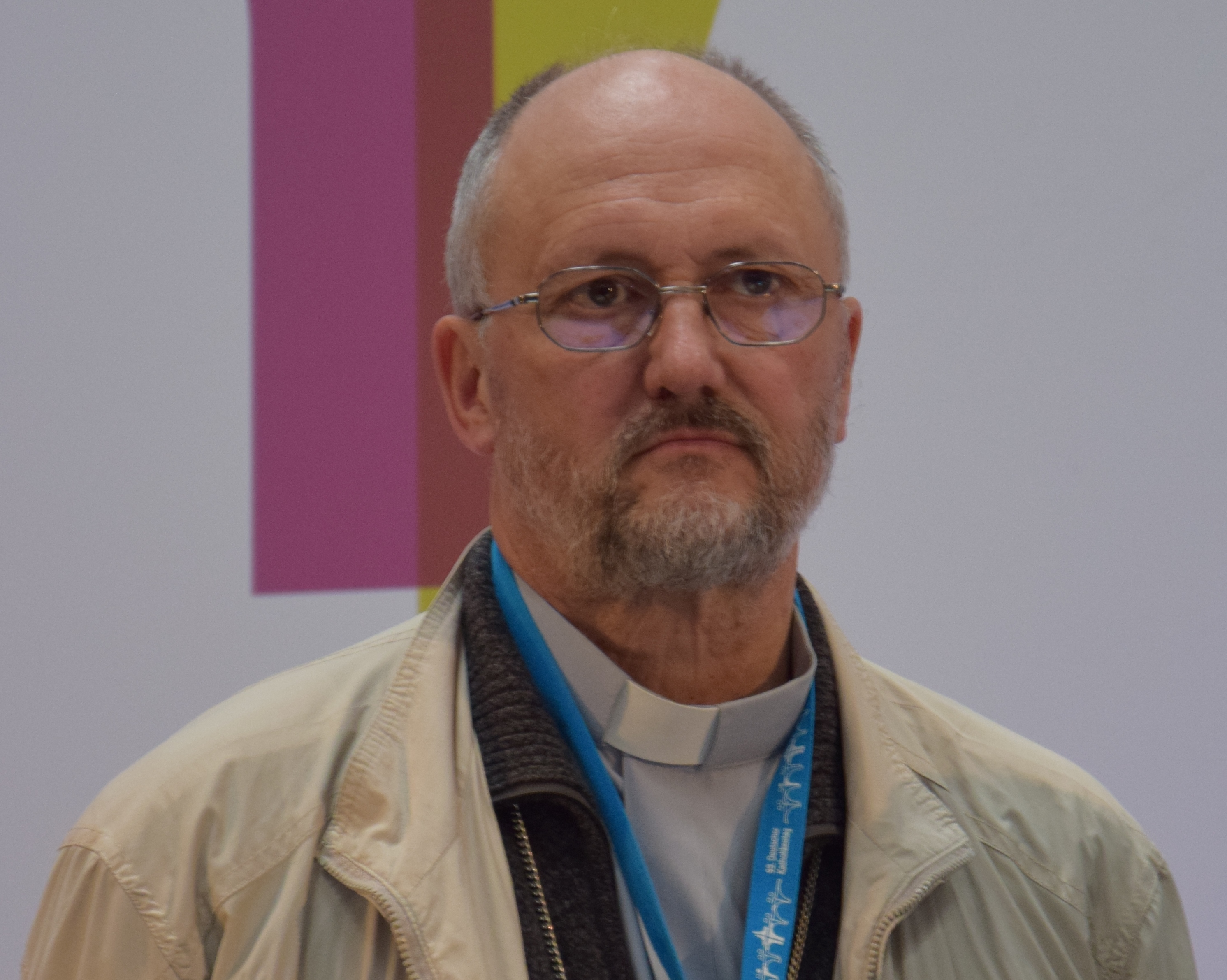
Michael Wüstenberg 2014 beim 99. Deutscher Katholikentag

Michael Wüstenberg (* 19. Juli 1954 in Dortmund) ist ein deutscher Geistlicher, Missionar und emeritierter römisch-katholischer Bischof von Aliwal in Südafrika.

## Leben
Wüstenberg wuchs im damals noch zur Diözese Hildesheim gehörenden Hamburg-Harburg auf. Nach dem Besuch der Grundschule und der weiterführenden Schule in Hamburg studierte er Philosophie und Theologie an der Philosophisch-Theologischen Hochschule Sankt Georgen in Frankfurt am Main und an der theologischen Fakultät der Albert-Ludwigs-Universität Freiburg. Wüstenberg empfing am 5. Juni 1982 durch Bischof Heinrich Maria Janssen in Hildesheim die Priesterweihe.
Als Kaplan war er von 1982 bis 1985 in Uelzen und von 1985 bis 1987 in  Bremen-Grohn tätig. Von 1987 bis 1992 war er Pfarrer der Gemeinde St. Peter und Paul in Bremen-Burglesum. 1992 ging er als Fidei-Donum-Priester nach Südafrika, wo er als Pfarrer in Sterkspruit tätig war und gleichzeitig im Fernstudium Missionswissenschaften an der südafrikanischen UNISA-Universität studierte. 2001 wurde er dort promoviert. Von 2001 bis 2003 war er Generalvikar der Diözese Aliwal und von 2003 bis 2006 am Lumko-Institut (Pastoralinstitut der Bischofskonferenz des südlichen Afrika) in Johannesburg tätig. Seit 2006 war er Professor für Theologie am Priesterseminar St. Johannes Vianney in Pretoria.
Papst Benedikt XVI. ernannte Wüstenberg am 19. Dezember 2007 zum Bischof von Aliwal. Die Bischofsweihe spendete ihm der Apostolische Nuntius für Südafrika und Botswana, Erzbischof James Patrick Green, am 24. Februar 2008 im Stadion von Aliwal; Mitkonsekratoren waren der Erzbischof von Bloemfontein, Jabulani Adatus Nxumalo OMI, und sein Amtsvorgänger Fritz Lobinger. Sein Wappenspruch „Scarlet – white as snow“ ist mit Bezug auf Jesaja 1,18 gewählt: „Sind Eure Sünden auch rot wie Scharlach, sie sollen weiß werden wie Schnee.“
Papst Franziskus nahm am 1. September 2017 seinen aus gesundheitlichen Gründen erklärten Rücktritt an. Wüstenberg kehrte daraufhin nach Deutschland zurück und nahm sich in Hildesheim eine Wohnung. Seit Dezember 2020 ist Wüstenberg im Bistum Hildesheim Diözesanseelsorger für den Malteser Hilfsdienst, dem er seit seiner Jugend angehört und in dem er sich vor dem Theologiestudium als Rettungssanitäter, Zugführer und Stadtbeauftragter engagiert hatte.